# Hydrocanthus iricolor
Hydrocanthus iricolor is een keversoort uit de familie diksprietwaterkevers (Noteridae). De wetenschappelijke naam van de soort werd in 1823 gepubliceerd door Thomas Say.